# بيم
بيم (بالإنجليزية: Beme)‏ (/ˈbiːm/) هو تطبيق محمول، أبتكر بواسطة مات هاكيت وكايسي نايستات، المدون وصانع الأفلام القصيرة على يوتيوب، ومن تطوير شركة بيم، وتوقف بيم عن العمل في 31 يناير 2017.

## مواصفاته
صمم كبديل للمحتوى الذي تم تحريره بشكل كبير في مواقع التواصل الاجتماعي، حيث يتيح التطبيق للمستخدمين إمكانية إنتاج مقاطع فيديو مدته ثماني ثوان، ويتم تحميلها على الفور ومشاركتها مع مشتركي المستخدم، دون القدرة على معاينة الفيديو. ويستجيب المستخدمون للمحتوى المشترك من خلال إرسال «ردود الفعل» والصور الفوتوغرافية بأنفسهم والعودة إلى القائم بتحميل الفيديو لبدء التسجيل، يغطي المستخدمون مستشعر القرب في الهاتف، ويستمر الفيديو حتى يتم اكتشاف مستشعر القرب أو الوصول إلى المهلة المحددة. بعد توقف التطبيق عن التسجيل، يتم مشاركة الفيديو تلقائيا.